# Povodí Ohře (státní podnik)
Povodí Ohře, státní podnik je státní podnik se sídlem v Chomutově. Jeho náplní jsou správa významných vodních toků, činnosti spojené se zjišťováním a hodnocením stavu povrchových a podzemních vod, provoz a údržba vodních děl, sledování stavu koryt vodních toků a zajišťování jejich úprav. Územní působnost pokrývá především oblast povodí Ohře, ale také povodí ostatních přítoků Labe od jeho soutoku s Vltavou a také povodí Mandavy náležející k povodí Odry. Jeho zakladatelem je Ministerstvo zemědělství.
Podnik je rozdělen na tři závody: 
- závod Karlovy Vary – zahrnuje provozy v Karlových Varech a Chebu. (hydrologické pořadí 1-13-01, 1-13-02, 1-13-03 a 1-15-05),
- závod Chomutov – zahrnuje provozy v Chomutově a Teplicích (1-13-03, 1-14-01, 1-15-03 a 1-15-04),
- závod Terezín – zahrnuje provozy v Terezíně, Žatci a České Lípě (1-13-03, 1-13-04, 1-13-05, 1-14-02, 1-14-03, 1-14-04, 1-14-05, 1-15-01 a 1-15-02).

## Přehrady
Podnik spravuje 24 přehradních nádrží. 
Pod závodem Karlovy Vary to jsou Skalka, Jesenice, Horka, Podhora, Mariánské Lázně, Stanovice, Březová a Myslivny. 
Pod závodem Chomutov to jsou Přísečnice, Křimov, Kamenička, Jirkov, Jezeří, Janov, Fláje, Kadaň, Nechranice, Otvice, Zaječice, Újezd a Všechlapy. 
Pod závodem Terezín to jsou Chřibská, Stráž pod Ralskem a Naděje.